# Ballykelly (comté de Londonderry)
Pour les articles homonymes, voir Ballykelly.
Ballykelly est un village du Comté de Londonderry en Irlande du Nord.
Il est situé à environ 5 km à l'ouest de la ville de Limavady. Un aérodrome militaire, Shackleton Barracks (en), est situé au nord du village.